# Washington (Kansas)
Washington város az USA Kansas államában, Washington megyében, melynek megyeszékhelye is. Lakosainak száma 1071 fő (2020. április 1.).

## Népesség
A település népességének változása:
| Lakosok száma | 675  | 1131 | 1071 |
|               | 1880 | 2010 | 2020 |